# Elle Kennedy
Elle Kennedy é uma autora canadense de best-sellers de romance contemporâneo e suspense romântico. Ela recebeu seu BA em Inglês pela York University em 2005. Ela teve vários títulos nas listas de bestsellers do USA Today, The New York Times e The Wall Street Journal . Sua popular série Off-Campus apareceu em várias listas de bestsellers e será lançada em mais de vinte países ao redor do mundo. A sua série de livros série Off Campus se tornará uma série de televisão após o sucesso.

### Série de preparação:
1. Desajustado (2023)
2. Vampira (2023)

### Série Avalon Bay:
1. Complexo de Boa Menina (2022)
2. Reputação de Garota Má (2022)
3. A Garota do Verão (2023)

### Série Fora do Campus:
1. O Acordo (2015)
2. O Erro (2015)
3. O Jogo (2016)
4. A Conquista (2021)

### Briar U Series (spinoff de Off Campus):
1. A Perseguição (2018)
2. O Risco (2019)
3. A Peça (2019)
4. O Desafio (2020)

### Série Campus Diaries (spinoff de Off Campus):
1. O Efeito Graham (2023)
2. A Regra Dixon (2024)
3. O Método Charlie (2025)

### Instintos Assassinos:
1. Resgate da Meia-Noite (2012)
2. Alias da Meia-Noite (2013)
3. Jogos da Meia-Noite (2013)
4. Perseguições à Meia-Noite (2014)
5. Depois da Meia-Noite (Novela)
6. Ação da Meia-Noite (2014)
7. Cativo da Meia-Noite (2015)
8. Vingança da Meia-Noite (2016)
9. Alvo da Meia-Noite (2017)

### Suspense Romântico Arlequim:
1. Futura Mamãe Desaparecida (2011)
2. A Última Resistência do Milionário (2011)
3. O Xerife do Coração Partido (2012)

### Silhueta Suspense Romântico:
1. Seu Vingador Particular (2010)
2. Vigilância Silenciosa (2009)

### Arlequim Blaze:
1. Sedução de Testemunhas (2011)
2. Verificação Corporal (2009)

### Série Fora do Uniforme:
1. Calor do Momento (2008)
2. Calor da Paixão (2009)
3. Calor da Tempestade (2009)
4. Aqueça-o (2010)
5. Calor da Noite (2010)
6. O Calor Está Ligado (2011)
7. Sentindo-se Quente (2012)
8. Ficando Mais Quente (2012) [3]

### Série Him com Sarina Bowen:
1. Ele (2016)
2. Nós ( 2017) [4]
3. Épico (2020)

### Autônomos:
- Garota no Exterior (2024)

## Prêmios e indicações:
- 2016 – Vencedor do RITA – Romance Contemporâneo: Mid-Length for Him, coescrito com Sarina Bowen
- 2015 – Indicado ao prêmio People's Choice Awards de Melhor Romance por The Deal
- 2015 – Finalista de Melhor Romance do Goodreads por The Deal e The Score
- 2014 – Finalista RITA – Suspense romântico para ação à meia-noite
- 2010 – Finalista RITA – Série Contemporânea Romance: Suspense/Aventura para Silent Watch
- 2009 – Prêmio de Melhor Livro da Romantic Times Reviewers' Choice – Indicado para Silent Watch